# Keith Shackleton
Keith Hope Shackleton MBE, FRGS, FZS, (* 16. Januar 1923 in Weybridge, Surrey; † 17. April 2015 in Dorchester, Dorset) war ein britischer Wildtier- und Landschaftsillustrator sowie Naturforscher und Naturschützer.

## Leben
Shackleton war der Sohn von William Stancliff und Constance Shackleton, geborene Hope, sowie ein Verwandter des Polarforschers Sir Ernest Shackleton, was sein Interesse an Expeditionen bereits in seiner Kindheit beflügelte. Sein Vater war Flugzeugkonstrukteur. Sein älterer Bruder Allen kam während des Zweiten Weltkriegs ums Leben.
Die Familie lebte eine Zeit lang in Melbourne, Australien, bevor sie sich 1931 in Oundle niederließen. Shackleton besuchte die Oundle School, wo er mit dem Maler und Naturschützer Peter Scott befreundet war. Von 1941 bis 1946 diente er bei Royal Air Force und zeichnete sowohl für die Army als auch für die Navy Kriegsszenen. Von 1948 bis 1963 arbeitete er als Pilot und Geschäftsmann beim Familienunternehmen Shackleton Aviation Ltd. Im September 1951 heiratete er Jacqueline Tate. Aus dieser Ehe gingen eine Tochter und zwei Söhne hervor.
Shackleton malte in seiner Freizeit, bevor er sich hauptberuflich seiner Kunst widmete. Beeinflusst wurde er von Peter Scott, Charles Frederick Tunnicliffe und Edward Seago. 1964 war er Gründungsmitglied und von 1978 bis 1983 Präsident der Society of Wildlife Artists (SWLA). Von 1964 bis 1998 präsentierte er mit Johnny Morris die Dokumentationsreihe Animal Magic im Kinderprogramm der BBC. 1969 war er neben Peter Scott Naturforscher an Bord des Kreuzfahrtschiffes MS Lindblad Explorer auf einer Antarktis-Expedition. Diese Tour gilt als Vorläufer für den Ökotourismus in der Antarktis. Von 1973 bis 1978 war er Präsident der Royal Society of Marine Artists. Ende der 1970er Jahre kehrte er ins Fernsehen zurück und moderierte von 1979 bis 1982 für den Sender ITV seine eigene Sendereihe Anmals in Action, die von Anglia Television produziert wurde und Filmaufnahmen aus der Fernsehreihe Survival enthielt.
Shackleton war Mitglied der Royal Geographical Society (FRGS), der Zoological Society of London (FZS), der British Ornithologists’ Union, der New Zealand Antarctic Society sowie im Royal Aero Club. 1994 wurde er Vizepräsident des Wildfowl and Wetlands Trust (WWT). Von 1997 bis 2000 war er Treuhänder des UK Antarctic Heritage Trust. Er war auch Vorsitzender der Artists League of Great Britain.

Der Ornithologe und Biologieprofessor Roger J. Lederer schrieb 2019: 

„Shackletons akribisch angefertigte Tier- und Meeresbilder hinterlassen einen dramatischen und emotionalen Eindruck und die Darstellung der sich formenden eisigen Gewässer und der düstere Himmel der Polarregionen vermittelt eine starke Wirkung.“

## Auszeichnungen
1986 zeichnete ihn das Leigh Yawkey Woodson Art Museum in Wausau, Wisconsin, als „Master Wildlife Artist“ aus. Bei den Birthday Honours von Queen Elizabeth II. im Jahr 2012 wurde er zum Member des Most Excellent Order of the British Empire (MBE) ernannt. Seit 2016 ist er Namensgeber für den Keith-Gletscher in der Antarktis.

## Schriften und Illustrierte Werke
- Tidelines, 1951
- Wake, 1953
- Wild Animals in Britain, 1959
- A Sailor’s Guide to Ocean Birds: Atlantic and Mediterranean, 1963
- mit Seton Paul Gordon: Highland Days, 1963
- Birds of the Atlantic Ocean, 1968
- Ship in the Wilderness: Voyages of the MS Explorer through the Last Wild Places on Earth, 1986
- Wild Life and Wilderness: An Artist’s World, 1986
- Keith Shackleton – An Autobiography in Paintings, 1998
- Shakewell Afloat, 2004